# HEPA
HEPA(high efficiency particulate air 또는 high efficiency particulate arresting 필터는 공기여과기의 효율 표준이다.
HEPA 표준을 충족하는 필터는 특정 효율 수준을 만족해야 한다. 일반적인 표준에서는 HEPA 공기 필터가 통과하는 공기에서 직경 0.3 μm인 입자를 최소 99.95%(ISO, 유럽 표준) 또는 99.97%(ASME, 미국 에너지부) 제거해야 하며, 0.3 μm보다 작거나 큰 입자 직경에 대해서는 여과 효율이 증가한다. HEPA 필터는 꽃가루, 먼지, 수분, 세균 (0.2–2.0 μm), 바이러스 (0.02–0.3 μm) 및 미세 액체 연무질 (0.02–0.5 μm)을 포집한다. 일부 미생물, 예를 들어, Aspergillus niger, Penicillium citrinum, Staphylococcus epidermidis, Bacillus subtilis 등은 광촉매적 산화(PCO)를 통해 HEPA 필터에 의해 포집된다. HEPA 필터는 또한 0.3 μm 이하의 일부 바이러스 및 세균을 포집할 수 있다. HEPA 필터는 또한 박테로이디아, 클로스트리디아, 바실리를 포함하는 바닥 먼지를 포집할 수 있다. HEPA는 1950년대에 상용화되었으며, 원래 용어는 등록 상표가 되었고 나중에는 고효율 필터의 보통명칭화된 상표가 되었다. HEPA 필터는 하드 디스크 드라이브, 의료 기기, 반도체, 핵, 식품 및 제약 제품 제조와 같이 오염 제어가 필요한 응용 분야뿐만 아니라 병원, 가정 및 차량에서도 사용된다.

## 메커니즘

네 가지 주요 필터 포집 메커니즘: 확산, 가로채기, 관성 충돌, 정전기적 인력 (공기 흐름 방향은 왼쪽에서 오른쪽으로)

필터 포집 메커니즘이 있는 고전적인 포집 효율 곡선

HEPA 필터는 무작위로 배열된 섬유 매트로 구성된다. 섬유는 일반적으로 직경 0.5~2.0 마이크로미터의 폴리프로필렌 또는 유리섬유로 구성된다. 대부분의 경우 이 필터는 가는 섬유의 엉킨 묶음으로 구성된다. 이 섬유는 공기가 통과하는 좁고 꼬불꼬불한 경로를 만든다. 가장 큰 입자가 이 경로를 통과할 때 섬유 묶음은 입자가 통과하는 것을 물리적으로 막는 주방 체처럼 작동한다. 그러나 더 작은 입자가 공기와 함께 통과할 때, 공기가 비틀리고 회전함에 따라 더 작은 입자는 공기의 움직임을 따라잡을 수 없으므로 섬유와 충돌한다. 가장 작은 입자는 관성이 거의 없으며 개별 공기 분자와의 충돌(브라운 운동) 결과 무작위로 움직인다. 그들의 움직임 때문에 그들은 결국 섬유에 부딪히게 된다. 그 기능에 영향을 미치는 주요 요소는 섬유 직경, 필터 두께 및 유량 속도(난방 환기 및 공조(HVAC) 시스템의 입구 또는 출구에서 측정되는 공기 속도)이다. 유량 속도는 m/s로 측정되며 체적 유량(m3/s)을 표면적(m2)으로 나누어 계산할 수 있다. HEPA 필터 섬유 사이의 공기 공간은 일반적으로 0.3 μm보다 훨씬 크다. 구멍이나 기공보다 작은 입자가 통과할 수 있는 체나 막 필터와 달리 HEPA 필터는 다양한 입자 크기를 목표로 설계되었다. 이 입자들은 다음 세 가지 메커니즘의 조합을 통해 포획된다(섬유에 달라붙음).
1. 확산; 직경 0.3 μm 미만의 입자는 HEPA 필터에서 확산에 의해 포집된다. 이 메커니즘은 가장 작은 입자, 특히 직경 0.1 μm 미만의 입자가 기체 분자와 충돌한 결과이다. 작은 입자는 효과적으로 날려 다니거나 튕겨 다니며 필터 매체 섬유와 충돌한다. 이 행동은 브라운 운동과 유사하며 입자가 가로채기 또는 충돌에 의해 멈출 확률을 높인다. 이 메커니즘은 낮은 기류에서 지배적이 된다.
2. 가로채기; 공기 흐름에서 흐름 선을 따라가는 입자는 섬유의 반지름 1개 이내로 들어와 섬유에 달라붙는다. 중간 크기 입자는 이 과정을 통해 포집된다.
3. 충돌; 더 큰 입자는 공기 흐름의 곡선 윤곽을 따라가는 것을 피할 수 없어 직접 섬유 중 하나에 박히게 된다. 이 효과는 섬유 간격이 줄어들고 공기 흐름 속도가 높아질수록 증가한다.

확산은 직경 0.1 μm 미만의 입자 크기에서 지배적이며, 충돌 및 가로채기는 0.4 μm 이상에서 지배적이다. 그 사이, 즉 가장 많이 침투하는 입자 크기(MPPS)인 0.21 μm 근처에서는 확산과 가로채기 모두 비교적 비효율적이다. 필터 성능에서 이 부분이 가장 취약하기 때문에 HEPA 사양은 이 크기(0.3 μm) 근처의 입자 보유력을 사용하여 필터를 분류한다. 그러나 MPPS보다 작은 입자가 MPPS보다 큰 여과 효율을 갖지 않을 수도 있다. 이는 이 입자들이 주로 응축을 위한 핵 역할을 하여 MPPS 근처의 입자를 형성할 수 있기 때문이다.

### 가스 여과
HEPA 필터는 매우 미세한 입자를 효과적으로 포집하도록 설계되었지만, 가스와 냄새 분자는 걸러내지 않는다. 휘발성 유기 화합물, 화학 증기, 궐련, 반려동물 또는 방귀 냄새의 여과가 필요한 경우 HEPA 필터 대신 또는 HEPA 필터와 함께 활성탄 또는 다른 유형의 필터를 사용해야 한다. 기체 오염원 흡착에서 입상 활성탄 형태보다 몇 배 더 효율적이라고 주장되는 탄소 천 필터는 고효율 가스 흡착 필터(HEGA)로 알려져 있으며 원래 영국군이 화학전에 대한 방어 수단으로 개발했다.

### 프리필터 및 HEPA 필터
HEPA 백 필터는 프리필터(보통 활성탄 필터)와 함께 사용하여 더 비싼 HEPA 필터의 수명을 연장할 수 있다. 이러한 설정에서 여과 과정의 첫 번째 단계는 프리필터로 구성되며, 이는 공기에서 대부분의 큰 먼지, 모발, PM10 및 꽃가루 입자를 제거한다. 두 번째 단계의 고품질 HEPA 필터는 프리필터에서 빠져나간 미세 입자를 제거한다. 이는 공기조화기에서 흔히 볼 수 있다.

## 사양

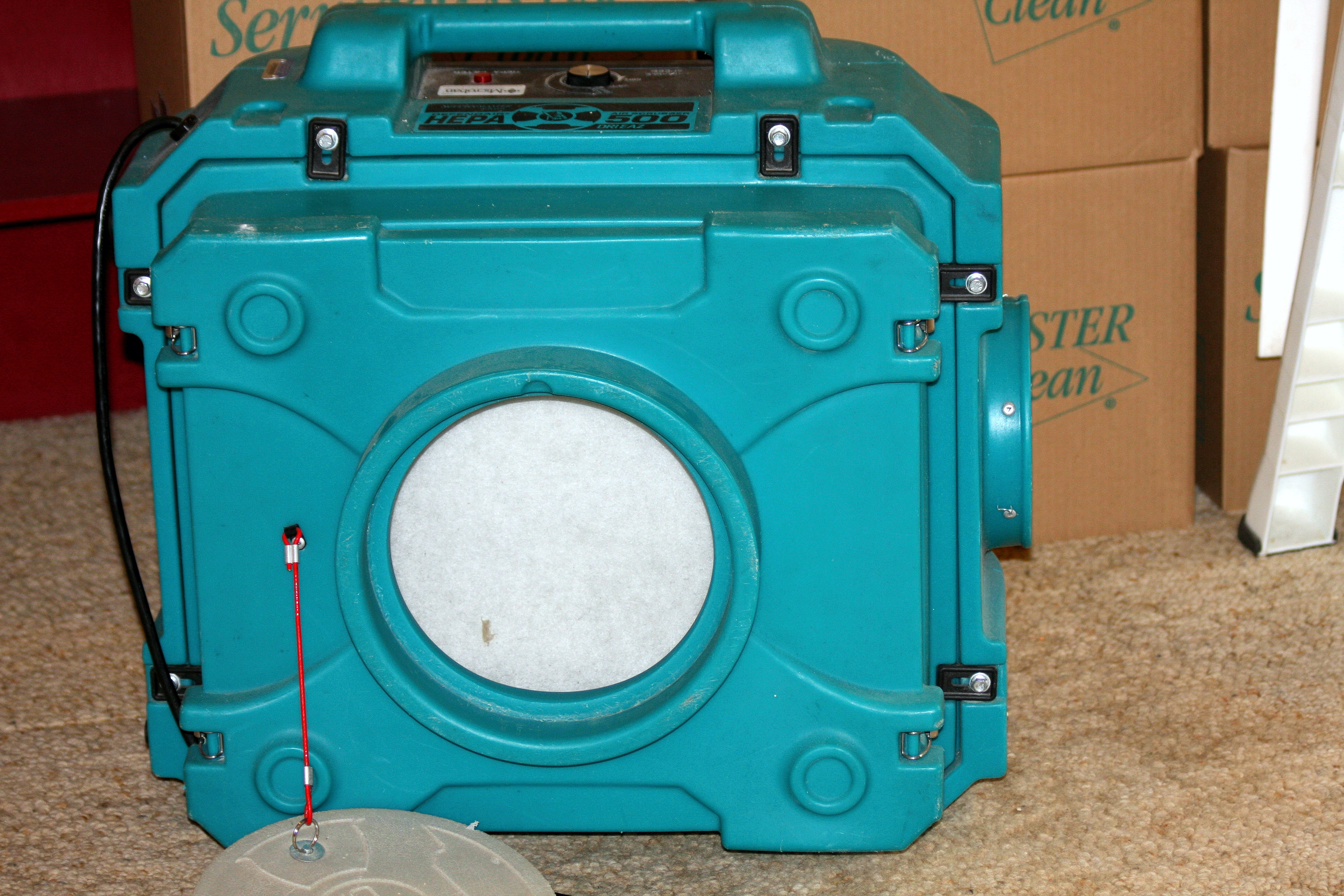
화재 후 또는 제조 공정 중에 공기를 정화하는 데 사용되는 휴대용 HEPA 여과 장치

대부분의 미국 산업계에서 채택된 미국 에너지부 (DOE) 표준에 따르면 HEPA 필터는 직경 0.3 마이크로미터(μm)의 에어로졸을 최소 99.97% 제거한다. 필터의 공기 흐름에 대한 최소 저항 또는 압력 강하는 일반적으로 공칭 체적 유량에서 300 파스칼 (0.044 psi) 정도로 지정된다.
유럽 연합에서 사용되는 사양: 유럽 표준 EN 1822-1:2019(ISO 29463이 파생됨)은 주어진 가장 많이 침투하는 입자 크기(MPPS)에서의 보유량에 따라 여러 필터 등급을 정의한다. 이는 효율적인 미립자 공기 필터(EPA), 고효율 미립자 공기 필터(HEPA), 초저 미립자 공기 필터(ULPA)이다. 필터의 평균 효율은 "전체 효율"이라 하고, 특정 지점에서의 효율은 "국부 효율"이라 한다.
| 효율 | EN 1822 | ISO 29463         | 보유율 (평균)           | 보유율 (부분)          |
| ---- | ------- | ----------------- | ----------------------- | ---------------------- |
| EPA  | E10     | —                 | ≥ 85%                   | —                      |
| EPA  | E11     | ISO 15 E ISO 20 E | ≥ 95% ≥ 99%             | —                      |
| EPA  | E12     | ISO 25 E ISO 30 E | ≥ 99.5% ≥ 99.9%         | —                      |
| HEPA | H13     | ISO 35 H ISO 40 H | ≥ 99.95% ≥ 99.99%       | ≥ 99.75% ≥ 99.95%      |
| HEPA | H14     | ISO 45 H ISO 50 U | ≥ 99.995% ≥ 99.999%     | ≥ 99.975% ≥ 99.995%    |
| ULPA | U15     | ISO 55 U ISO 60 U | ≥ 99.9995% ≥ 99.9999%   | ≥ 99.9975% ≥ 99.9995%  |
| ULPA | U16     | ISO 65 U ISO 70 U | ≥ 99.99995% ≥ 99.99999% | ≥ 99.99975% ≥ 99.9999% |
| ULPA | U17     | ISO 75 U          | ≥ 99.999995%            | ≥ 99.9999%             |

비교를 위해 공기 필터의 다양한 등급도 참조하라.

### 호흡용 보호구 사양
호흡용 보호구의 경우, MSHA와 NIOSH는 30 CFR 11과 42 CFR 84에 따라 HEPA를 0.3 마이크론 DOP 입자의 ≥ 99.97%를 차단하는 필터로 정의한다. 1995년 42 CFR 84로 전환된 이후, HEPA라는 용어는 전동식 공기정화 호흡용 보호구를 제외하고는 더 이상 사용되지 않는다. 그러나 정의상 ANSI Z88.2-2015는 N100, R100, P100 및 HE를 HEPA 필터로 간주한다.

### 마케팅
일부 회사에서는 "트루 HEPA"라는 마케팅 용어를 사용하여 소비자들이 자사 공기 필터가 HEPA 표준을 충족한다는 확신을 주지만, 이 용어는 법적 또는 과학적 의미가 없다. "HEPA형," "HEPA 유사," "HEPA 스타일" 또는 "99% HEPA"로 광고되는 제품은 HEPA 표준을 충족하지 않으며 독립 실험실에서 테스트되지 않았을 수 있다. 이러한 필터는 HEPA 표준에 상당히 근접할 수 있지만, 일부는 크게 미달한다.

## 효능 및 안전성
일반적으로 (공기 흐름 속도, 여과되는 입자의 물리적 특성, 전체 여과 시스템 설계의 공학적 세부 사항 등 여러 요소에 따라 다소 차이가 있지만) HEPA 필터는 0.15~0.2 μm 크기 범위의 입자를 포집하는 데 가장 큰 어려움을 겪는다. HEPA 여과는 이온 및 오존 처리 기술과 달리 각각 음이온과 오존 가스를 사용하는 기계적 방식으로 작동한다. 따라서 천식 및 알레르기와 같은 폐 부작용을 유발할 가능성은 HEPA 공기청정기에서 훨씬 낮다.
HEPA 필터가 효율적으로 작동하는지 확인하려면 상업 환경에서는 최소 6개월마다 필터를 검사하고 교체해야 한다. 주거 환경에서는 일반적인 실내 공기질에 따라 2~3년마다 이 필터를 교체할 수 있다. HEPA 필터를 제때 교체하지 않으면 기계나 시스템에 부담을 주고 공기에서 입자를 제대로 제거하지 못하게 된다. 또한, 시스템 설계에서 선택된 가스켓 재료에 따라 막힌 HEPA 필터는 필터 주변의 공기 흐름이 광범위하게 우회되는 결과를 초래할 수 있다.

## 응용 분야

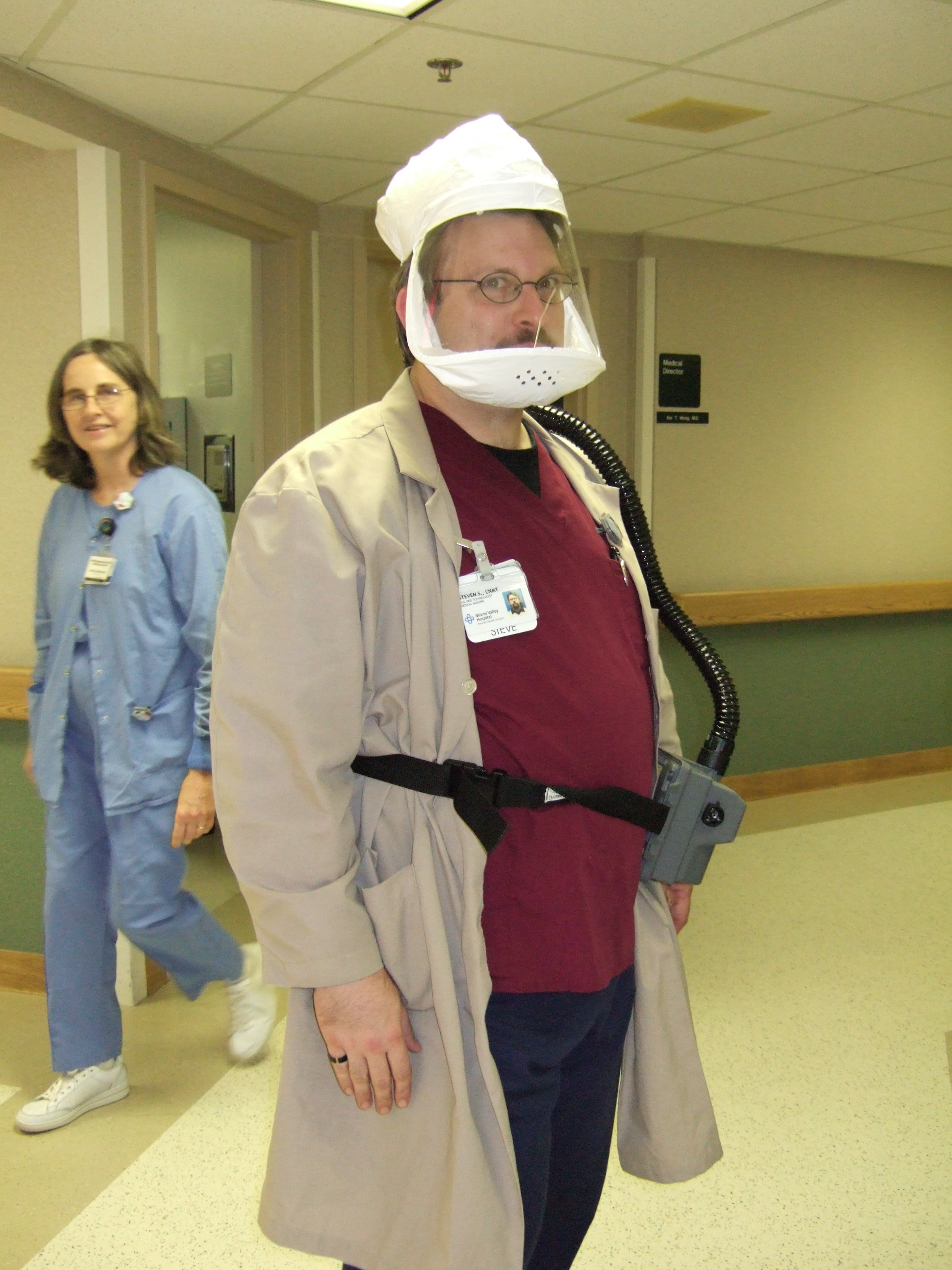
병원 직원이 결핵과 같은 공기 매개 또는 에어로졸화된 병원체로부터 보호하기 위해 HEPA 필터가 장착된 전동식 공기정화 호흡용 보호구 (PAPR)를 착용하고 있다.

### 생체의학
의료 여과 시스템은 HEPA 필터 매체에 포집된 살아있는 세균과 바이러스를 죽이기 위해 항균 코팅이 된 패널을 사용하여 세균, 곰팡이 및 바이러스를 효과적으로 죽이는 극단적인 자외선 장치를 사용한다.
최고 등급의 HEPA 장치 중 일부는 99.995%의 효율 등급을 가지며, 이는 공기 매개 질병 전파에 대한 매우 높은 수준의 보호를 보장한다.

#### COVID-19
HEPA 필터는 COVID-19(직경 60-140 나노미터의 입자)를 포함한 바이러스를 공기 중으로부터 제거하여 필터 내에 살아있는 바이러스를 보관할 수 있다.
COVID-19와 같은 공기 매개 병원체, 곰팡이 및 세균을 죽이려면 공기청정기에 극단적인 자외선이 통합되어야 한다. 따라서 병원은 팬데믹 기간 동안 감염 위험을 완화하기 위해 HEPA 필터 도입을 급증했다.
COVID-19 팬데믹 동안 HEPA 필터 도입을 방해하는 공급망 및 비용 문제를 해결하기 위해 캘리포니아 대학교 데이비스의 한 교수는 코르시-로젠탈 상자(Corsi–Rosenthal Box)라고 불리는 간단한 DIY 공기청정기 설계를 만들었다. 이 설계는 4개의 HEPA 필터를 입방체 모양으로 배열하고, 바닥은 골판지로 만들고, 필터 측면을 테이프로 밀봉한 다음, 상단에 선풍기를 추가하는 방식으로 이루어진다.
또한, COVID-19 팬데믹으로 인해 다이슨이나 샤오미와 같은 신규 및 기존 브랜드의 새로운 공기청정기 제품이 시장에 쏟아져 나왔다.

### 진공 청소기

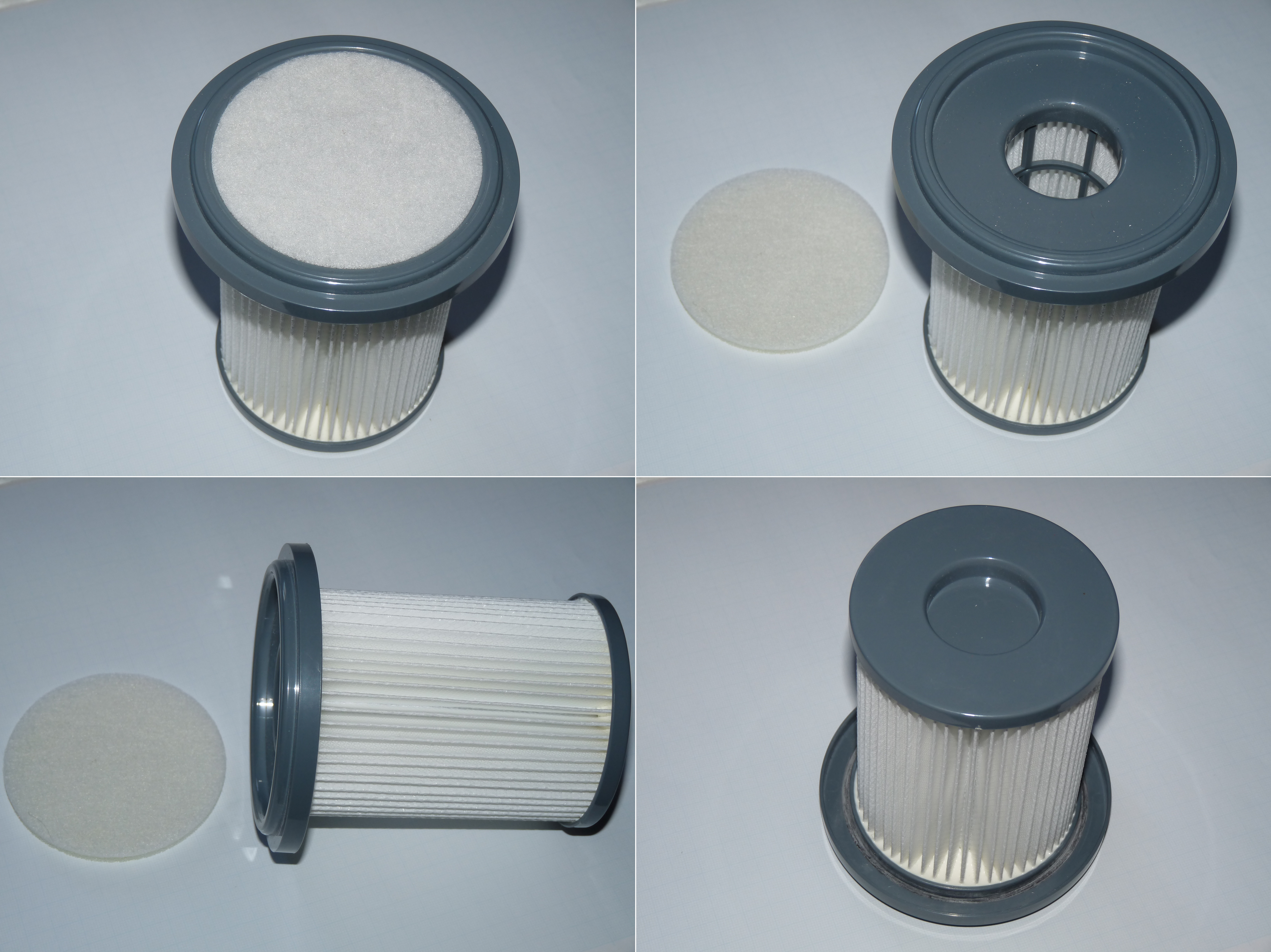
필립스 FC87xx 시리즈 진공 청소기용 HEPA 오리지널 필터

많은 진공 청소기도 여과 시스템의 일부로 HEPA 필터를 사용한다. 이는 천식 및 알레르기 환자에게 유익한데, HEPA 필터가 알레르기 및 천식 증상을 유발하는 미세 입자(예: 꽃가루 및 집먼지진드기 똥)를 포집하기 때문이다. 진공 청소기의 HEPA 필터가 효과적이려면 진공 청소기가 기계로 흡입된 모든 공기가 필터를 통해 배출되도록 설계되어야 하며, 공기가 필터를 통과하여 새는 일이 없어야 한다. 이를 "밀봉된 HEPA" 또는 때로는 더 모호한 "진정한 HEPA"라고도 부른다. 단순히 "HEPA"라고 표기된 진공 청소기는 HEPA 필터를 가질 수 있지만, 모든 공기가 반드시 필터를 통과하는 것은 아니다. 마지막으로, "HEPA 유사"로 판매되는 진공 청소기 필터는 일반적으로 HEPA와 유사한 구조의 필터를 사용하지만, 여과 효율은 떨어진다. 진정한 HEPA 필터의 추가적인 밀도 때문에 HEPA 진공 청소기는 충분한 청소력을 제공하기 위해 더 강력한 모터를 필요로 한다.
세척 가능한 필터 또는 재사용 가능한 필터는 수천 년 동안 공기 중 오염 물질을 효과적으로 포집하고 보관하는 것으로 입증되었다. 오늘날의 많은 세척 가능한 재사용 가능한 필터는 자재를 기판으로 전자적으로 끌어당겨 기판에 부착하고, 세척될 때까지 제자리에 고정시키는 영리하게 설계된 엔지니어링된 기판이다. 세척 가능한 재사용 가능한 필터는 공기질 표준을 충족하며, 비용 효율적이고, 환경 친화적이며, 교체가 필요 없고, 유지 관리가 거의 필요 없는 반면, 진정한 HEPA 필터는 비싸고, 정기적인 교체가 환경에 해롭고, 필터 기판 내에서 번식하고 증식할 수 있는 오염 물질을 품을 수 있다.
고품질 HEPA 필터는 직경 0.3 마이크론의 먼지 입자를 99.97% 포집할 수 있다. 비교하자면, 사람의 모발은 직경 약 50~150 마이크론이다. 따라서 진정한 HEPA 필터는 사람 머리카락 폭보다 수백 배 작은 입자를 효과적으로 포집한다. 일부 제조업체는 "HEPA 4"와 같은 필터 표준을 주장하지만 그 의미를 설명하지 않는다. 이는 그들의 최소 효율 보고 값 (MERV) 등급을 의미한다. 이 등급은 공기 청정기 필터가 공기를 통과할 때 먼지를 제거하는 능력을 평가하는 데 사용된다. MERV는 필터의 전반적인 효율성을 측정하는 데 사용되는 표준이다. MERV 척도는 1부터 16까지이며, 10부터 0.3 마이크로미터 크기의 입자를 필터가 제거하는 능력을 측정한다. 등급이 높은 필터는 공기에서 더 많은 입자를 제거할 뿐만 아니라 더 작은 입자도 제거한다.

### 공기조화기술
공기조화기술 (HVAC)은 HEPA 필터와 같은 공기 필터를 사용하여 실내 또는 차량 내의 공기에서 오염 물질을 제거하는 기술이다. 오염 물질에는 연기, 바이러스, 가루 등이 포함되며, 외부 또는 내부에서 발생할 수 있다. HVAC는 환경적 쾌적성을 제공하고 오염된 도시에서 건강을 유지하는 데 사용된다.

### 차량

#### 항공사
현대의 항공기는 재순환 공기 내 공기 매개 병원체의 확산을 줄이기 위해 HEPA 필터를 사용한다. 비평가들은 항공기 객실 내 공기의 많은 부분이 재순환된다고 생각하기 때문에 공기 필터 시스템의 효율성과 유지 보수 상태에 대해 우려를 표명했다. 사실 여압 항공기 내 공기 거의 전부가 외부에서 유입되어 객실을 순환한 후 항공기 후방의 배기 밸브를 통해 배출된다. 객실 공기의 약 40%는 HEPA 필터를 통과하고 나머지 60%는 비행기 외부에서 들어온다. 인증된 공기 필터는 공기 중 입자의 99.97%를 차단하고 포집한다.

#### 자동차
2016년, 테슬라 모델 X에 테슬라 차량 중 세계 최초로 HEPA 등급 필터가 장착될 것이라고 발표되었다. 모델 X 출시 이후, 테슬라는 모델 S에도 HEPA 공기 필터를 선택적으로 장착할 수 있도록 업데이트했다.

## 역사
HEPA 필터 개발의 아이디어는 제2차 세계 대전에서 병사들이 착용했던 방독면에서 비롯되었다. 독일 방독면에 삽입된 종이 조각은 화학 연기에 대해 놀라울 정도로 높은 포집 효율을 보였다. 영국군 화학병과는 이를 복제하여 자체 서비스 방독면을 위해 대량 생산하기 시작했다. 그들은 개별 방독면이 비실용적인 작전 본부를 위한 다른 해결책이 필요했다. 육군 화학병과는 깊게 주름진 형태의 셀룰로스-석면 종이에 주름 사이에 간격재를 넣은 기계식 송풍기 겸 공기 정화 장치를 개발했다. 이는 "절대" 공기 필터라고 불렸으며 HEPA 필터 개발을 위한 추가 연구의 기초를 마련했다.
HEPA 필터의 다음 단계는 1940년대에 설계되었으며 맨해튼 계획에서 공기 중 방사성 오염 물질의 확산을 방지하는 데 사용되었다. 미 육군 화학병과와 국방 연구 위원회는 공기 중에서 방사성 물질을 제거하는 데 적합한 필터를 개발해야 했다. 육군 화학병과는 노벨상 수상자인 어빙 랭뮤어에게 필터 테스트 방법 및 이러한 방사성 입자를 걸러낼 재료 생성에 대한 기타 일반적인 권고 사항을 추천해 달라고 요청했다. 그는 0.3 마이크론 크기 입자가 "가장 많이 침투하는 크기"—가장 어렵고 우려되는 크기—임을 식별했다.
이 필터는 1950년대에 상업화되었으며, 원래의 용어는 등록 상표가 되었다가 나중에 고효율 필터에 대한 보통명칭화된 상표가 되었다.
수십 년에 걸쳐 필터는 항공우주, 제약 산업, 병원, 의료, 핵 연료, 원자력 발전 및 집적 회로 제조와 같은 다양한 첨단 산업에서 공기 품질에 대한 점점 더 높아지는 요구를 충족시키기 위해 발전해왔다.

## 같이 보기
- 미국 국립 직업안전위생연구소(NIOSH)
- 부직포

### 일반 참고 문헌
- TSI Application Note ITI-041: Mechanisms of Filtration for High Efficiency Fibrous Filters